# Eugène Lourié
Eugène Lourié (Charkiv, 8 aprile 1905 – Los Angeles, 26 maggio 1991) è stato un regista francese di origine russa.
Lavorò in Europa e negli Stati Uniti e, oltre all'attività di regista che lo rese famoso, svolse anche quella di direttore artistico, scenografo, sceneggiatore, costumista e quella di responsabile degli effetti speciali nel film Esperimento I.S.: il mondo si frantuma (1965).

## Filmografia

### Regista
- Il risveglio del dinosauro (The Beast from 20,000 Fathoms) (1953)
- Il colosso di New York (The Colossus of New York) (1958)
- Il drago degli abissi (Behemoth the Sea Monster) (1959)
- Gorgo (1961)

### Scenografo
- Le Roman de Werther, regia di Max Ophüls (1938)
- Scheherazade (Song of Scheherazade), regia di Walter Reisch (1947)
- Tre americani a Parigi (So This Is Paris), regia di Richard Quine (1955)
- Esperimento I.S.: il mondo si frantuma (Crack In the World), regia di Andrew Marton (1965)

### Costumista
- Cagliostro - Liebe und Leben eines großen Abenteurers, regia di Richard Oswald (1929)